# Glauconoe deductalis
Glauconoe deductalis is een vlinder uit de familie van de grasmotten (Crambidae), uit de onderfamilie van de Spilomelinae. De wetenschappelijke naam van deze soort is voor het eerst voorgesteld als Botys deductalis door Francis Walker in een publicatie uit 1859.
De soort komt voor in India (Sikkim), Sri Lanka, China (Hainan), Taiwan, Indonesië (Sumatra, Papoea), Papoea-Nieuw-Guinea en Australië.